# Малий Дунай
Малий Дунай, Дунайський канал (словац. Malý Dunaj) — річка в західній Словаччині, рукав Дунаю. Довжина річки — 128 кілометрів. Середньорічний стік (регулюється шлюзами) — 19,3 м3/с в Братиславі, 27,8 м3/с в нижній течії. Малий Дунай відгалужується від Дунаю біля Братислави, тече на північ від Дунаю паралельно йому, поки не впадає в ліву притоку Дунаю, Ваг, утворюючи найбільший річковий острів у Європі — Житній острів. Головний приплив — Чєрна Вода. На злитті Малого Дунаю з Вагом стоїть місто Коларово (кол. Гута).

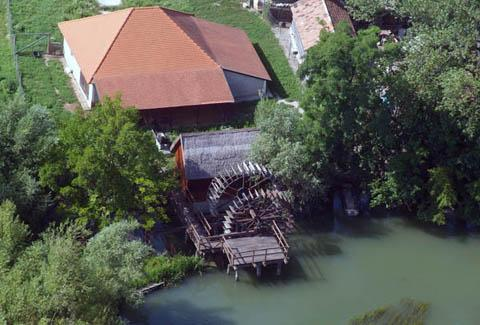
Водяний млин у селі Ягодна

Малий Дунай — улюблене місце сплаву жителів Братислави. Він підходить для рафтингу для початківців та сімей з дітьми завдяки слабкій течії і постійному рівню води. На річці збереглося чотири історичні водяні млини.
Не плутати з Малим (Мошонським) Дунаєм — правим рукавом Дунаю на території Угорщини.